# Yéle Haiti
Yéle Haiti (Schreie Haiti) ist eine von dem US-amerikanischen Musiker, Songwriter und Produzenten Wyclef Jean gegründete gemeinnützige Organisation, die Projekte zur Verbesserung der Lebensqualität in Haiti, insbesondere der Jugend, fördert. Sitz von Yéle Haiti ist New York City.

## Ziel
Yéle Haiti hat das Ziel, durch die Kombination von Musik und Entwicklung überschaubare, aber effektive Projekte zu schaffen, und die langfristige Entwicklung von Haiti zu unterstützen. 
„The objective of Yéle Haiti is to restore pride and a reason to hope, and for the whole country to regain the deep spirit and strength that is part of our heritage.“ 
- Wyclef Jean

## Projekte
Ziel jedes Yéle-Projektes ist es, ein neues, vorwärts denkendes Haiti entstehen zu lassen.
So werden in Zusammenarbeit mit lokalen Organisationen Umwelt-Camps für Schüler durchgeführt, sportliche Aktivitäten für Jugendliche gefördert, die Reintegration jugendlicher Gang-Mitglieder unterstützt oder Nahrungsmittel in den Slums verteilt.

## Reaktionen
Im Januar 2006 bekam Wyclef in Haiti Besuch von Angelina Jolie und Brad Pitt.
2006 wurde Yéle-Gründer Wyclef Jean zum Botschafter des guten Willens für sein Land ernannt. Wie die haitianische Präsidentschaft mitteilte, wird "die international anerkannte Persönlichkeit sein Renommee und sein Charisma kostenlos in den Dienst seines Landes stellen".
Im Umfeld der Erdbeben-Katastrophe 2010, nach der auch Yéle zu Spenden aufgerufen hatte, wurden allerdings teilweise schwere Vorwürfe gegen die Organisation und gegen Jean laut. Das amerikanische Magazin Smoking Gun warf Yéle vor, Steuererklärungen verschleppt und Spendengelder in unzulässiger Weise an Firmen überwiesen zu haben, die Yéle-Mitarbeitern gehörten. Ein Teil der Gelder soll auch in Projekte geflossen sein, von denen der Sänger persönlich profitiert habe. Jean und Yéle-Vorstand Hugh Locke haben mittlerweile eingestanden, "administrative Fehler" gemacht zu haben, streiten aber den Vorwurf der persönlichen Bereicherung ab.

## Nachweise
1. ↑  http://www.thesmokinggun.com/archive/years/2010/0114102wyclef1.html The Smoking Gun: Wyclef Jean Charity's Funny Money
2. ↑  Sean Michaels: Wyclef Jean admits his Haiti charity 'made mistakes' | Music. In: theguardian.com. 19. Januar 2010, abgerufen am 5. Februar 2024 (englisch).